# JR北海道737系電車
737系電車（737けいでんしゃ）は、北海道旅客鉄道（JR北海道）が2023年に導入した交流通勤形電車である。

## 概要
JR北海道初のワンマン運転対応の営業用電車である。
函館本線・室蘭本線・千歳線電化区間内における、気動車列車の老朽取替および電車化、既存の一般形・通勤形電車の老朽取替、電化区間におけるワンマン運転拡大を目的に導入された。製造は日立製作所笠戸事業所が担当した。

### 導入の経緯
JR北海道の在来線電化区間のうち、室蘭本線苫小牧駅 - 室蘭駅間は、2012年（平成24年）10月27日ダイヤ改正以降、普通列車は一部電車列車を除いて気動車によるワンマン運転を実施していたが、この主力であったキハ143形気動車は2023年（令和5年）時点で経年42 - 43年が経過していた。
また、同時期にはJR化後最初期の1988年（昭和63年）に導入開始された721系電車の初期形も経年32年以上となることから、これらの老朽取替用として本系列13編成26両が投入されることとなった。

## 車体

### 外観意匠
側面は「優しさが感じられ、親しみやすく明るく若々しいイメージ」として、「さくらいろ」をイメージした淡いピンク色の塗装とした。前面の塗装は黒色をベースとし、視認性向上のため警戒色の黄色とJR北海道のコーポレートカラーであるライトグリーン（萌黄色）を配している。

### 車体構造
| 前面形状 |  | 側面種別・行先表示器 |
| 前面形状 |  | 側面種別・行先表示器 |

全車運転台付きであることやワンマン運転用機器の搭載による重量増加に対応するため、JR北海道の在来線向け営業用車両では735系電車（2010年〔平成22年〕）以来のアルミニウム合金製車体（ダブルスキン構造）を採用した。
車体幅は既存形式と同様の2,800 mm であるが、車体長は一部駅の有効長との兼ね合いから既存形式の先頭車より短い連結面間距離21,500 mm を採用した 。
先頭部は普通鋼製で、前面窓の上下に前照灯を、上に尾灯を配置し、アルミ構体とはボルト接合されている。ワンマン運転時の運転士業務の関係から、高運転台ではなく、H100形気動車を踏襲した構造としているが、前面後退角の設定、ケージ構造の採用、クラッシャブルゾーン（合計415 mm）を採用して乗務員の安全性を確保している。
側面客用扉は733系などの札幌圏向け車両が片側3か所であるのに対して片側2か所に減らしているが、扉自体は733系などと同様、有効開口幅1,150 mmの片引き扉を設けた。床面高さは733系・735系と同様の1,050 mmであり、これら2系列と同様乗降口のステップは省略した。
731系以降の電車は客室側面窓はすべて固定窓であったが、本形式では長時間停電時の暑さ対策や換気量確保の対策として、自然換気が可能なよう、一部窓の上部を内倒れ窓としている。
床下は着雪量減少のため、機器や配管を覆う床下機器カバーや、台車枠下部ふさぎ板を採用している。

## 主要機器
Mc車に走行用機器を集中配置した、Mc-Tcの2両1ユニット構造で、力行性能は、JR北海道における既存の電車形式と同等の、空車から164 % 乗車までの応荷重機能と起動加速度 2.2 km/h/s（0 - 60 km/h）を確保しており、最高速度は120 km/h である。最大で3編成6両まで連結可能であるが、既存形式とは営業での併結を考慮せず、救援時の併結のみを考慮している。
また、従来車の3両1ユニットから2両1ユニットとなったことや低床化により床下スペースが従来形式と比較して狭くなることから、機器の小型化にも力が入れられている。台車・主変換装置・主電動機などは日立製作所が受注・製作した。

### 動力・電源関係

#### 主回路機器

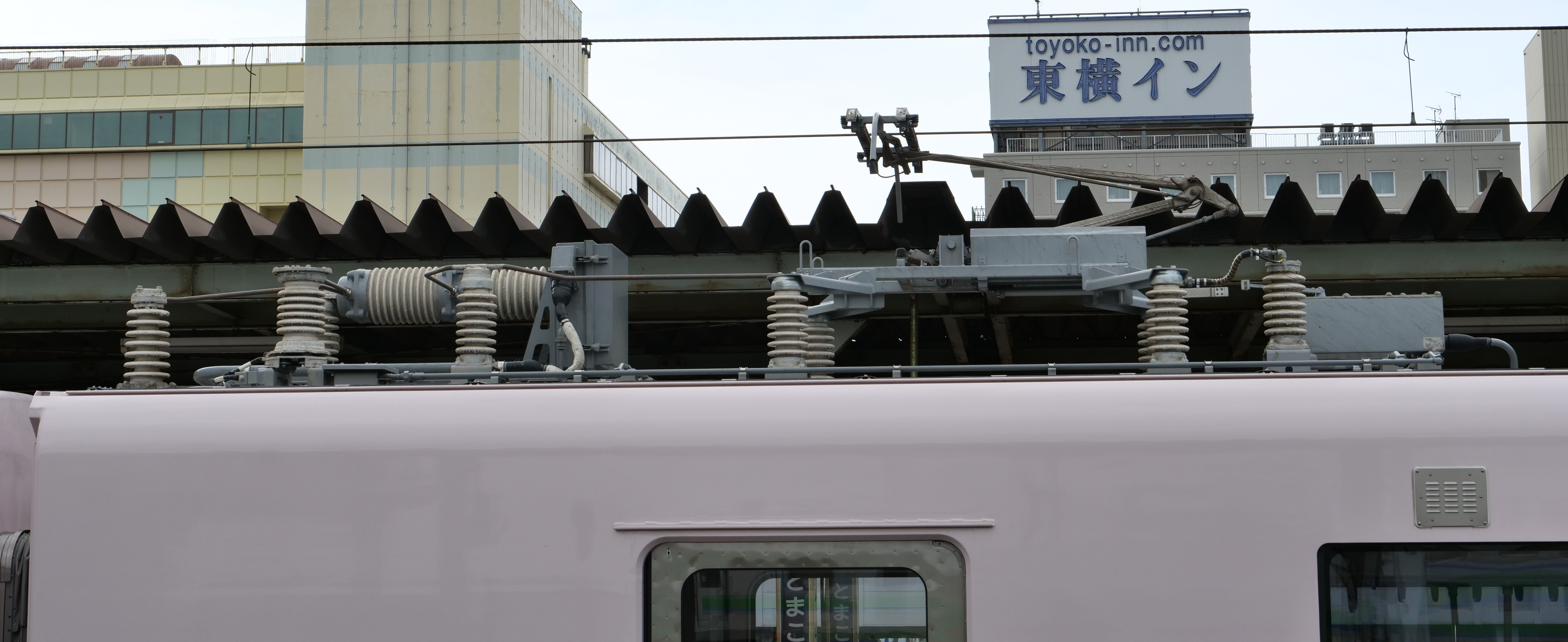
集電装置と周辺機器

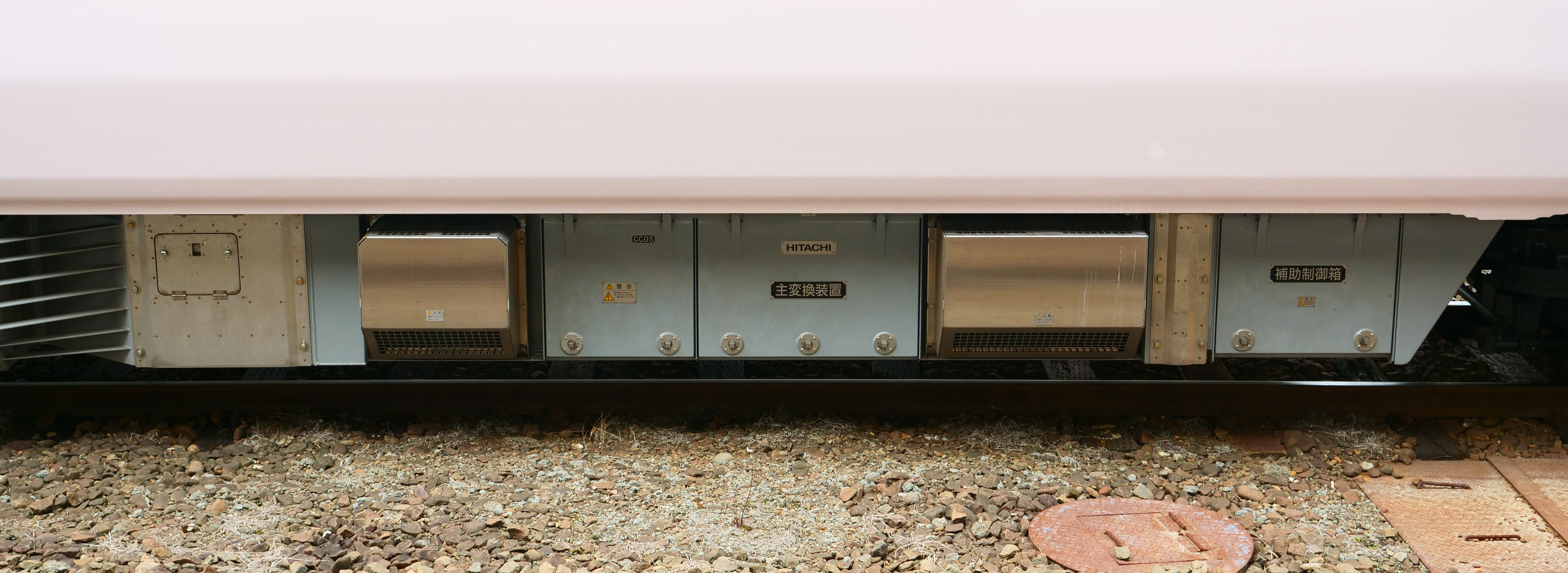
N-CI737形主変換装置

シングルアーム式パンタグラフ・保護接地スイッチ・真空遮断器・交流避雷器はすべてMc車の後位屋根上にレール方向に極力揃えて設置し、着雪の低減を図っている。また、従来の電車形式で架線電圧の測定のため屋根上に設置されていた計器用変圧器は省略され、主変換装置内で架線電圧を認識している。
VVVFインバータ制御方式が採用され、架線から取り込まれた交流20,000 V の電流は、Mc車の主変圧器（N-TM735-AN、走行風自冷式）により交流900 V に降圧した上で主変換装置（N-CI737）に取り込まれ、内部の3レベルPWMコンバータで直流1,800 V 程度に変換された後、2レベルPWMインバータにより任意の電圧・周波数の三相交流に変換し、かご形三相誘導電動機を駆動する。主変換装置は2群構成で、1基の主変換装置が台車1台ごと、主電動機2台を制御する (1C2M)。
主変換装置は、装置の小型化のため、ハイブリッドSiCモジュールを用いている。

#### 台車

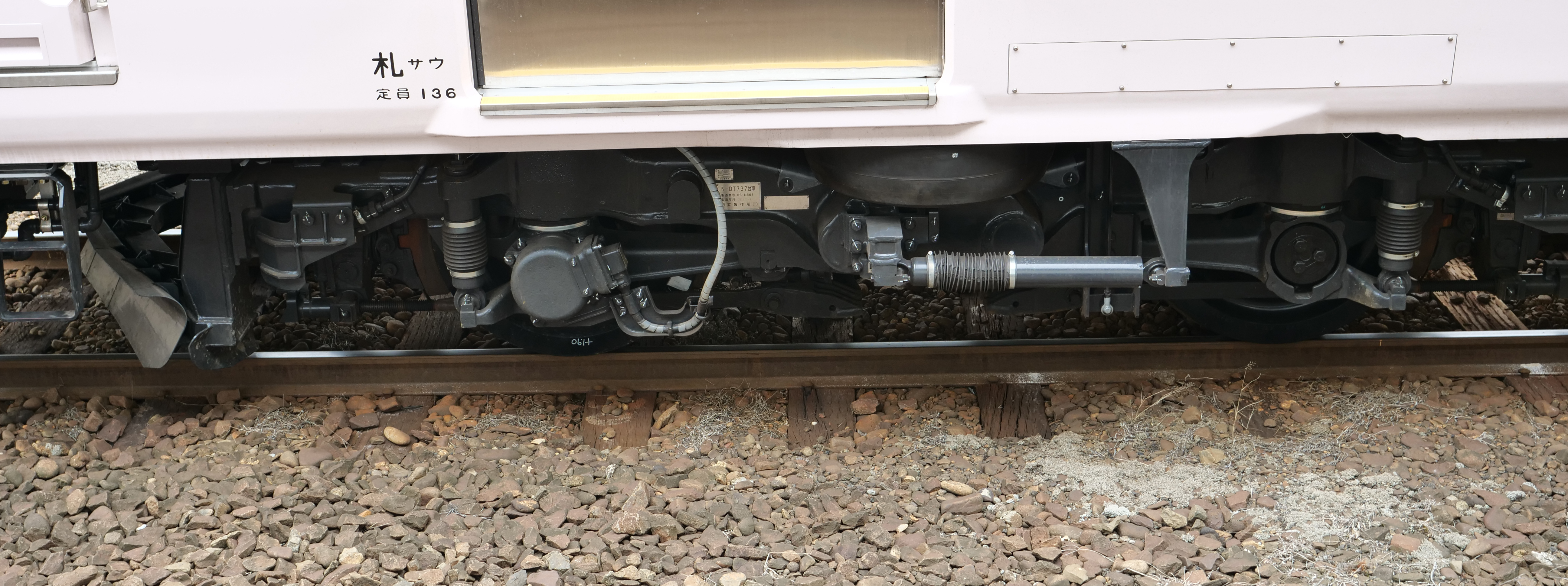
N-DT737形台車

動台車（N-DT737形）をMc車、付随台車（N-TR737形）をTc車に配置する。いずれも低床化のため、車輪径を810 mm に縮小、台車枠側ばりを弓なりに湾曲させた軸梁式ボルスタレス台車（ヨーダンパ付き）で軸距は2,100mmである。車軸軸受は密閉複式円錐ころ軸受を採用した。基礎ブレーキは踏面両抱き式のユニットブレーキとして、低床化への対応とブレーキストローク調整作業の解消を狙っている。制輪子にはJR北海道車両の特徴である合金鋳鉄制輪子を用いた。動台車の駆動部はH100形気動車と同様の平行カルダン駆動（WN接手）を採用する。ギア比は731系以降標準であった4.89から5.22に改めている。

#### 主電動機
主電動機はN-MT737形かご形三相誘導電動機（定格出力190kW/h）を採用した。この主電動機は、2014年（平成26年）の733系3000番台以降導入のJR北海道の電車と同様、全閉自己通風式であるため、雪切室は設けられていない。

#### 制動装置の制御
ブレーキ系統としては常用ブレーキ・非常ブレーキ・直通予備ブレーキ・耐雪ブレーキの4つを有する。
電気指令式空気ブレーキ方式を採用しており、常用ブレーキでは全段で速度0 km/hまでの全電気ブレーキ制御を実施し、回生ブレーキ力不足もしくは回生失効時には補助的に空気ブレーキによる補足を実施する。また、Tc車は遅れ込め制御を行う。
また、付随台車の車輪と制輪子が冬季に凍結・固着することにより生じるブレーキ不緩解を防止するため、一定の条件を満たした状態で運転台のスイッチを扱うと、付随台車のブレーキ圧力が開放される機能を持つ。

### その他機器・装備

#### 空調装置
屋根上に集中形空調装置（N-AU733A、冷房能力30000 kcal/h、暖房能力20kW）を搭載する。

#### モニタ装置
車両中央情報制御装置による、主要機器・サービス機器の状態表示、性能試験を行うことが可能である。
基幹伝送はアークネット、機器間の伝送はRS485（一部RS422・イーサネット）により実施する。

#### その他
従来、留置時に車輪に噛ませる手歯止めは床下に吊り下げる形で装備していたが、本形式では冬季の扱いやすさを考慮し、車内に設置となった。

## 内装

### インテリアデザイン
エクステリア同様「優しさが感じされるデザイン」が志向され、乗降ドア周辺は淡いピンク色、座席は紫地に北海道内に咲く花をイメージしたドットをちりばめている。

### 客室設備
前述のように客用扉は片側2か所となっており、ドアボタンにより半自動扱いを行う片開きドアが車端部に設けられている。札幌圏で運用される電車には、側引戸上部にLEDスクロール式車内表示器を設置しているが、737系では運転台後部の運賃表示器に同様の内容を表示するため、省略している。また、731系以降のデッキを省略した電車形式には外気の侵入を抑えるエアカーテンが出入り口に設置されていたが、737系ではこれも省略している。
座席は731系以降の通勤形電車と同様全てロングシートであるが、従来車から座席幅を 5 mm拡大し、460 mm としたほか、各車両片側の中央に車椅子やベビーカー利用者・大型荷物用のフリースペース（レール方向に幅2,300 mm）を備える。Tc車には加えて、連結面側に車椅子スペースと車椅子対応トイレを設置している。消費電力削減を狙い、車内照明はLED化されている 。
キハ143形気動車と比較すると、座席定員は93人/編成と減ったものの編成定員は269人と増えている。また、ロングシート化により通路幅が広がった。

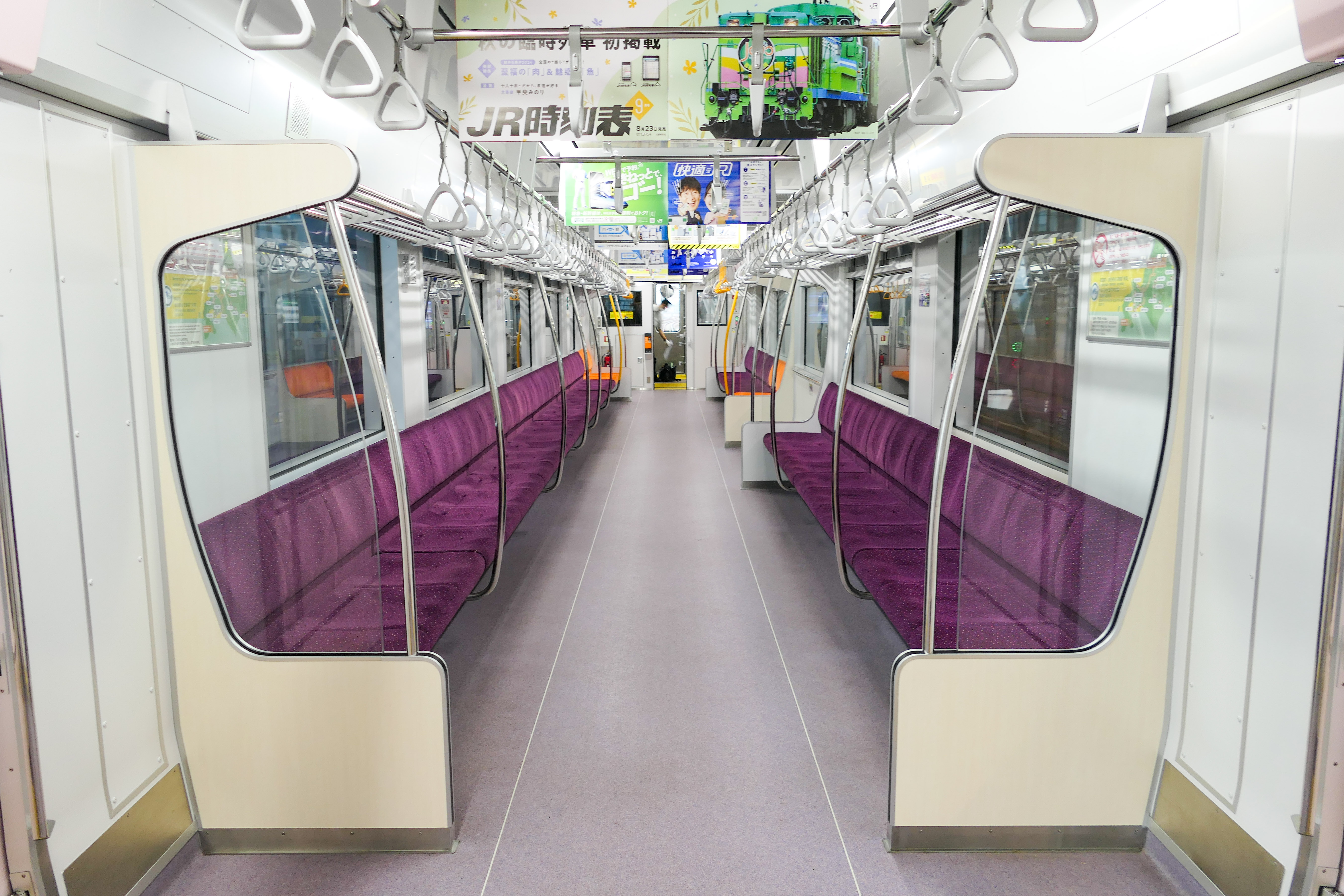
車内
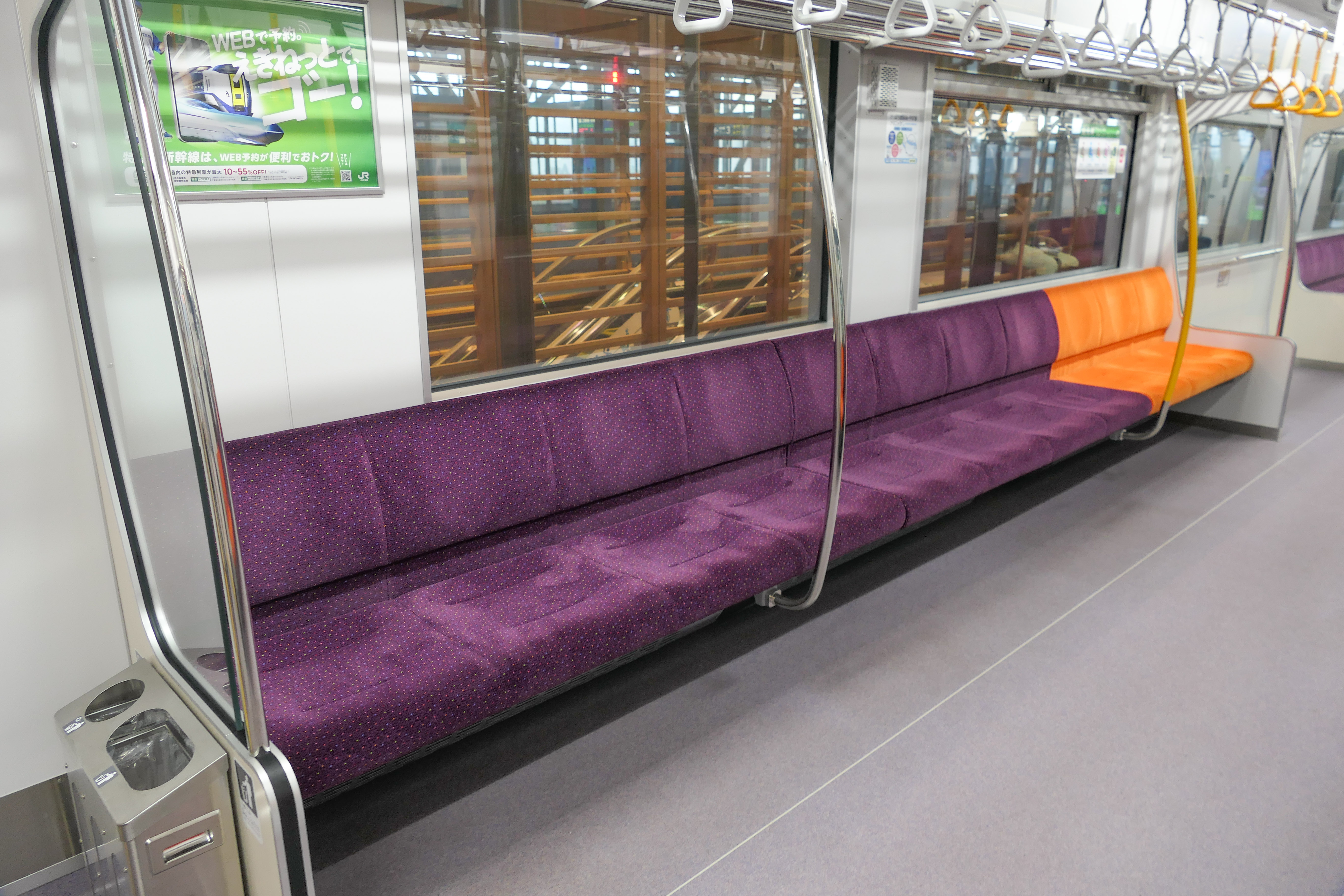
ロングシート
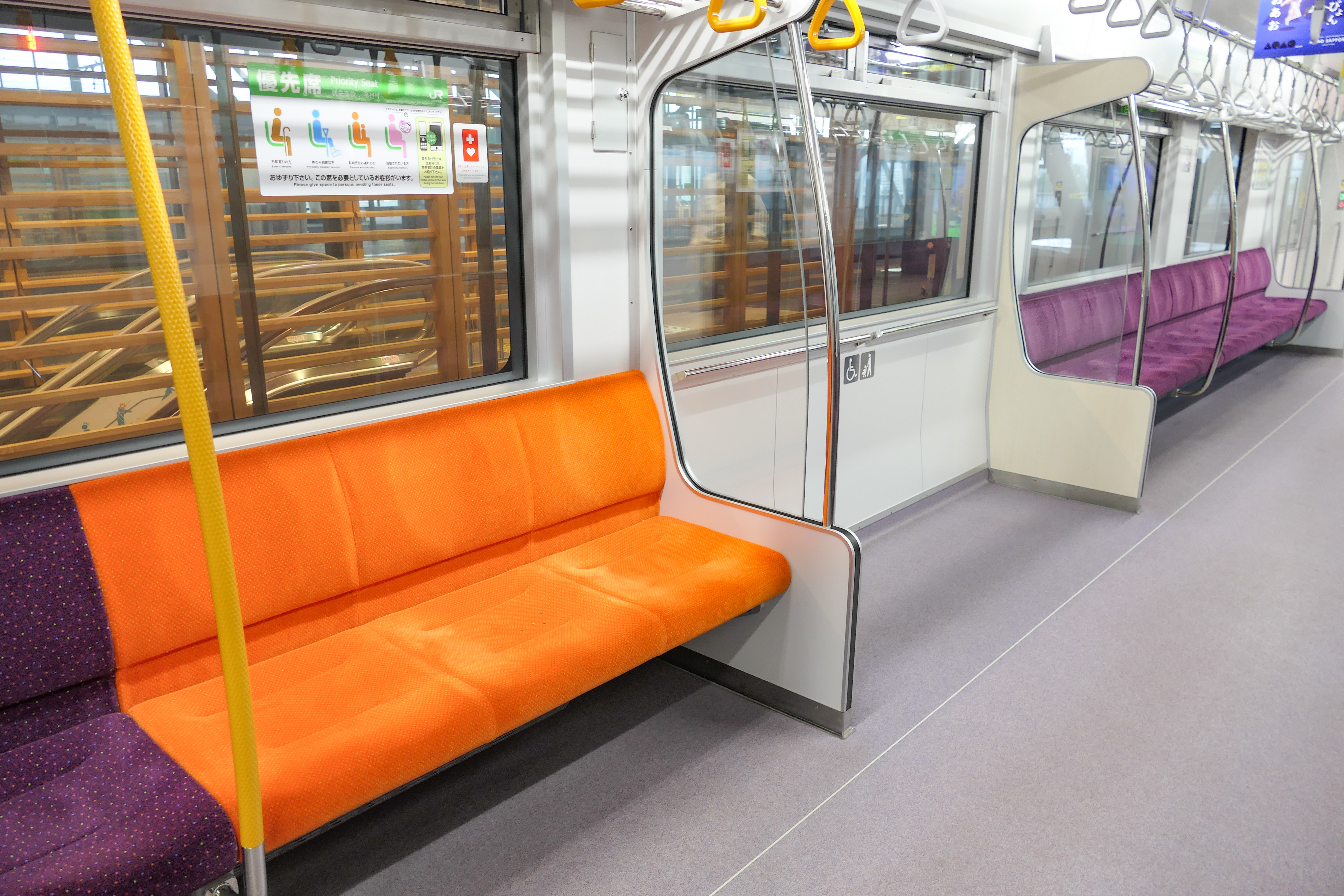
優先席・フリースペース
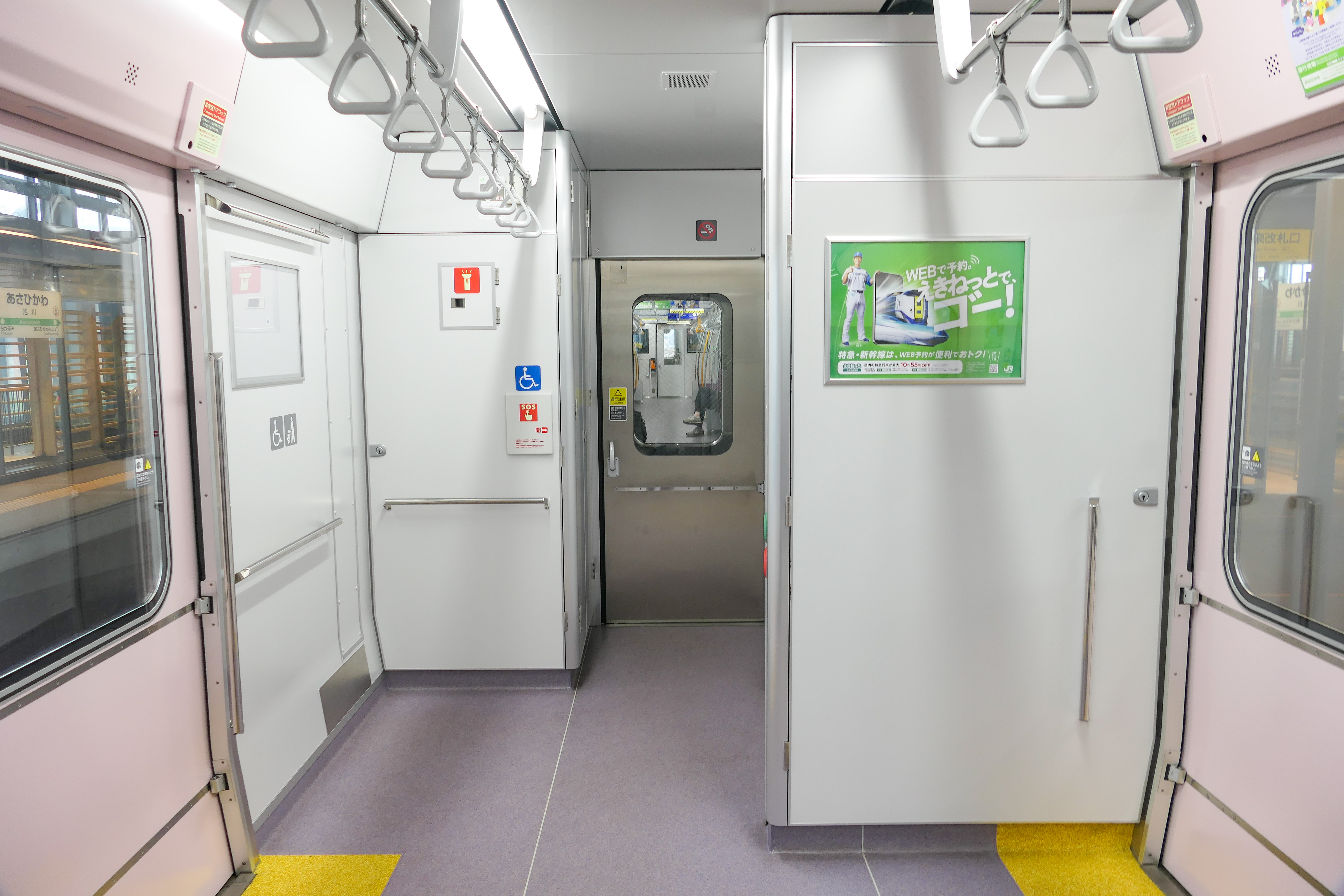
車椅子スペース
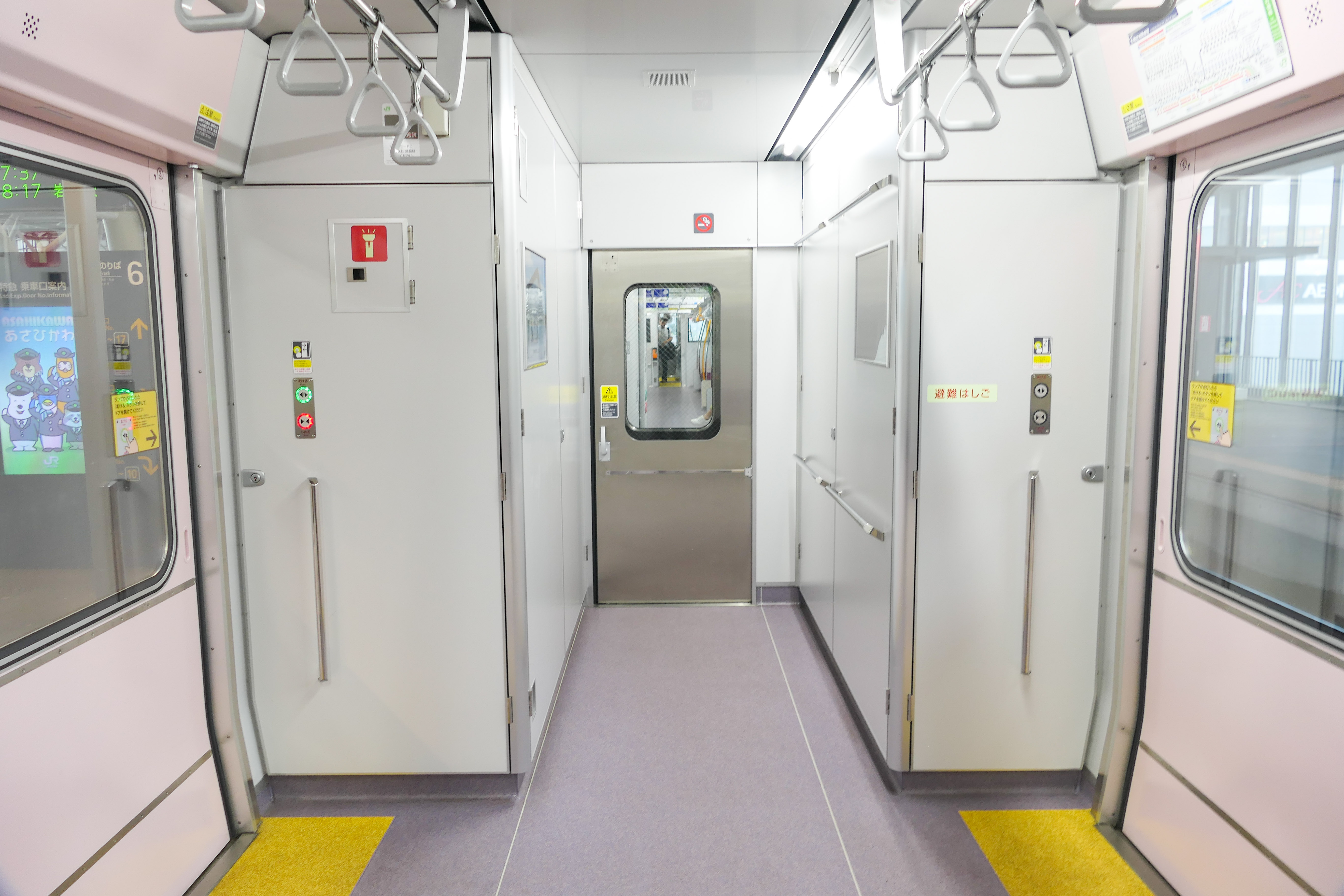
トイレ付近
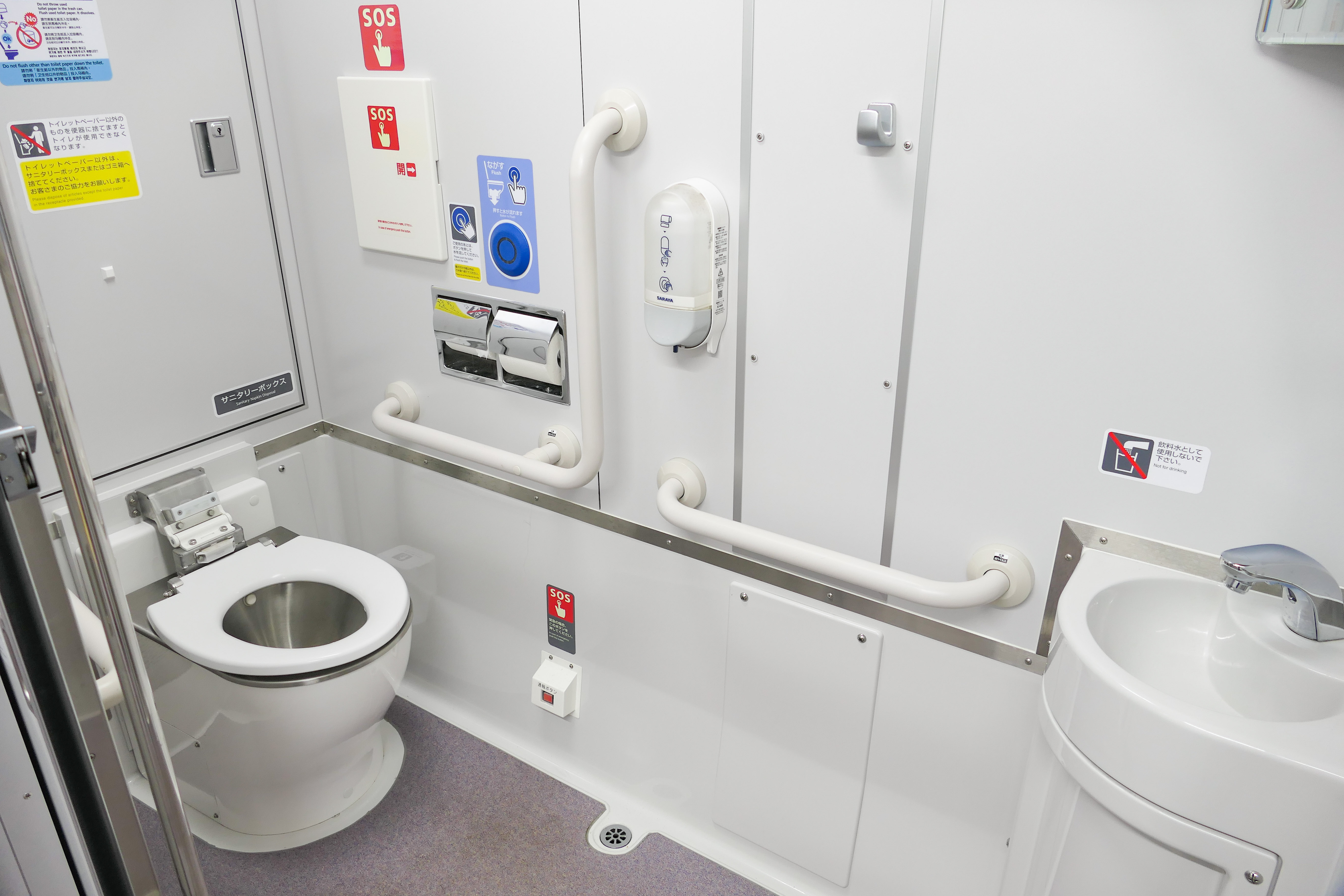
車椅子対応トイレ
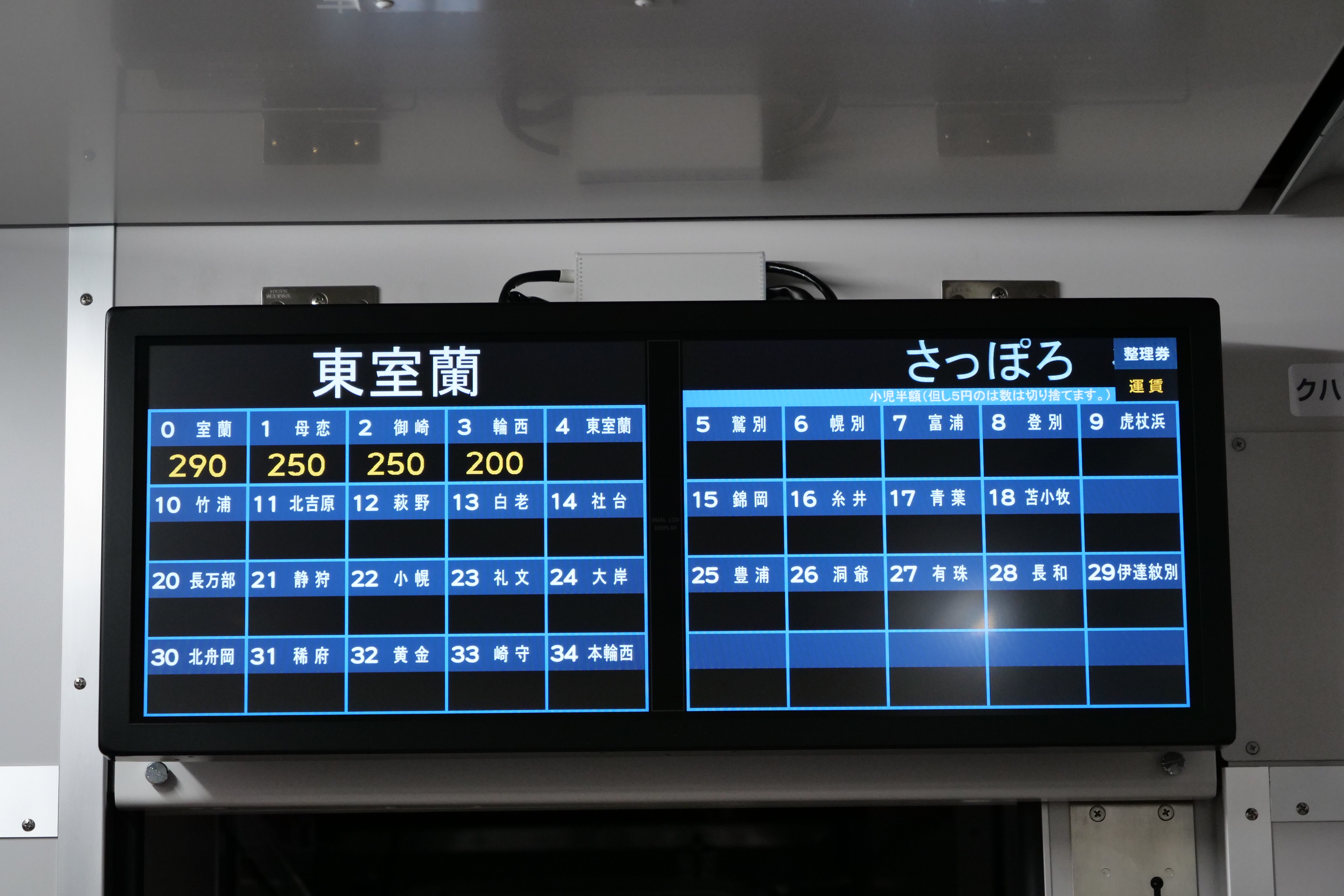
運賃表示器

### 乗務員室
半室仕様の貫通構造で、損傷防止と着雪・曇り防止を目的に助士席前面窓と貫通路窓は発熱ポリカーボネートとしている。
同様にワンマン運転を実施するH100形気動車の運転台構造、機器配置、主幹制御器（左手操作ワンハンドル式）を踏襲しているが、モニタ装置などは既存電車形式と共通化している。

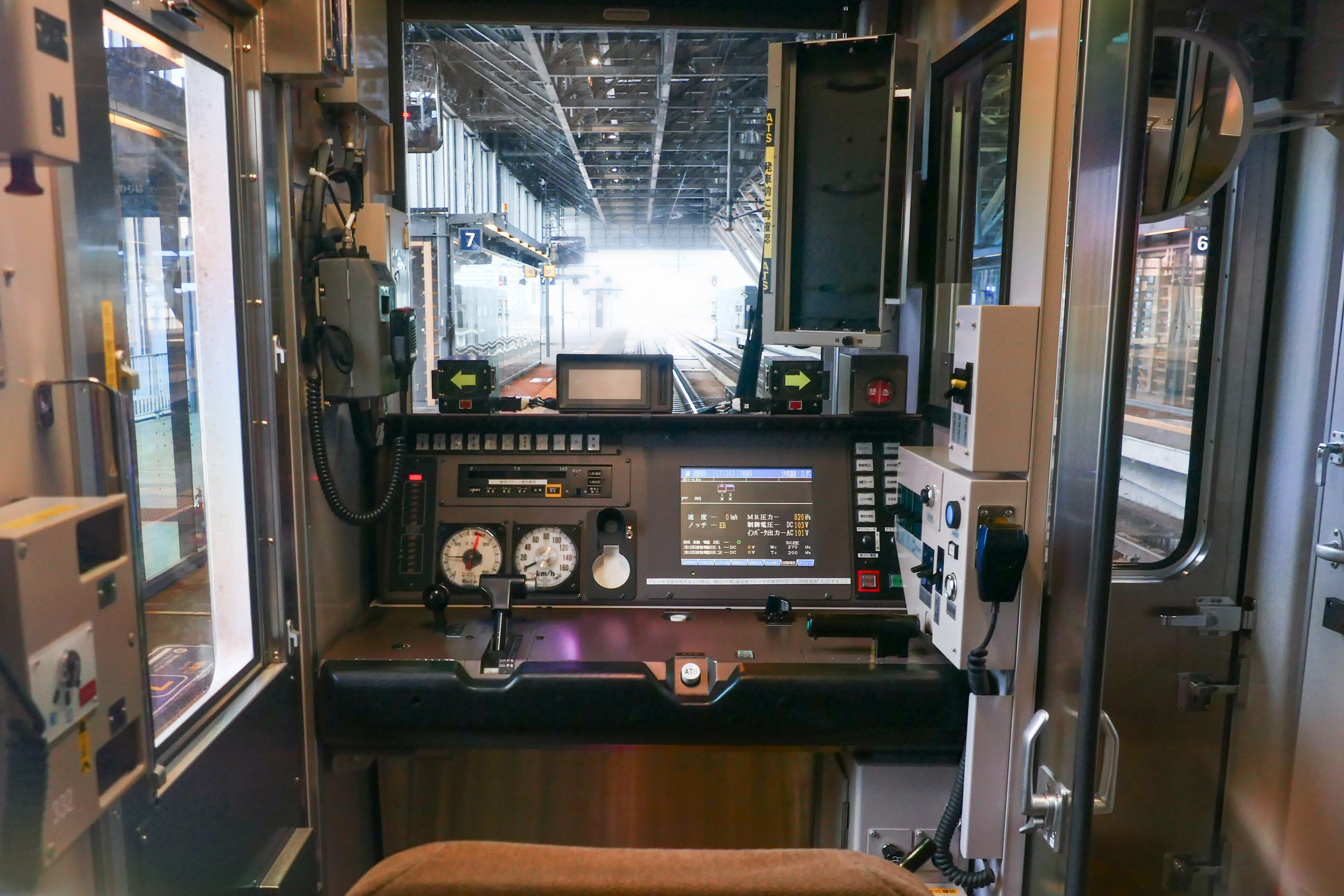
運転台
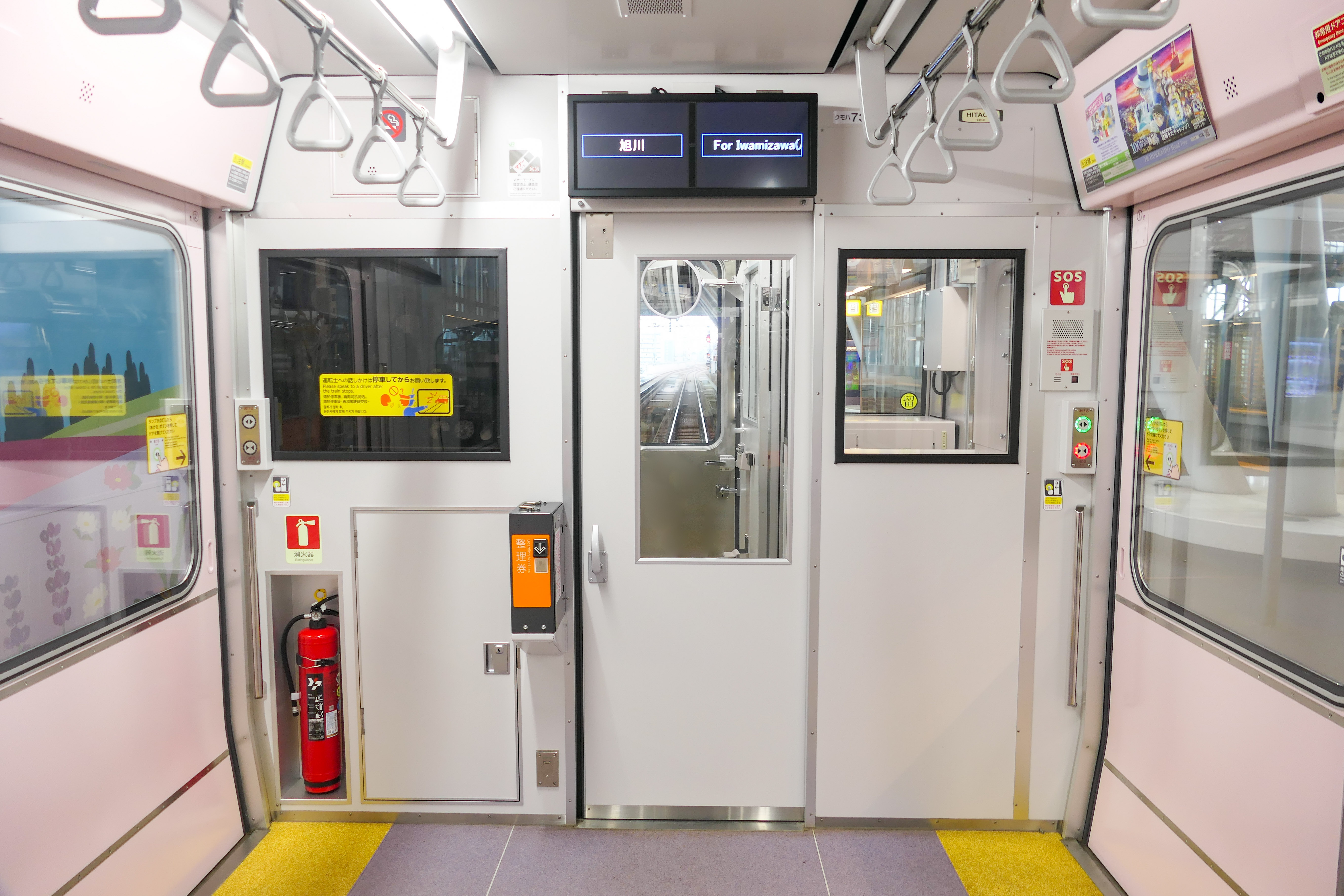
乗務員室背面

## 形式
以下、方面を示す場合、札幌駅在姿を基準とする。また、以下に示す諸元は新製時点でのものである。
編成番号がユニット単位で付番されており、記号「C」を冠し「C-xx（車両番号）」と表される。
クハ737形0番台（Tc）

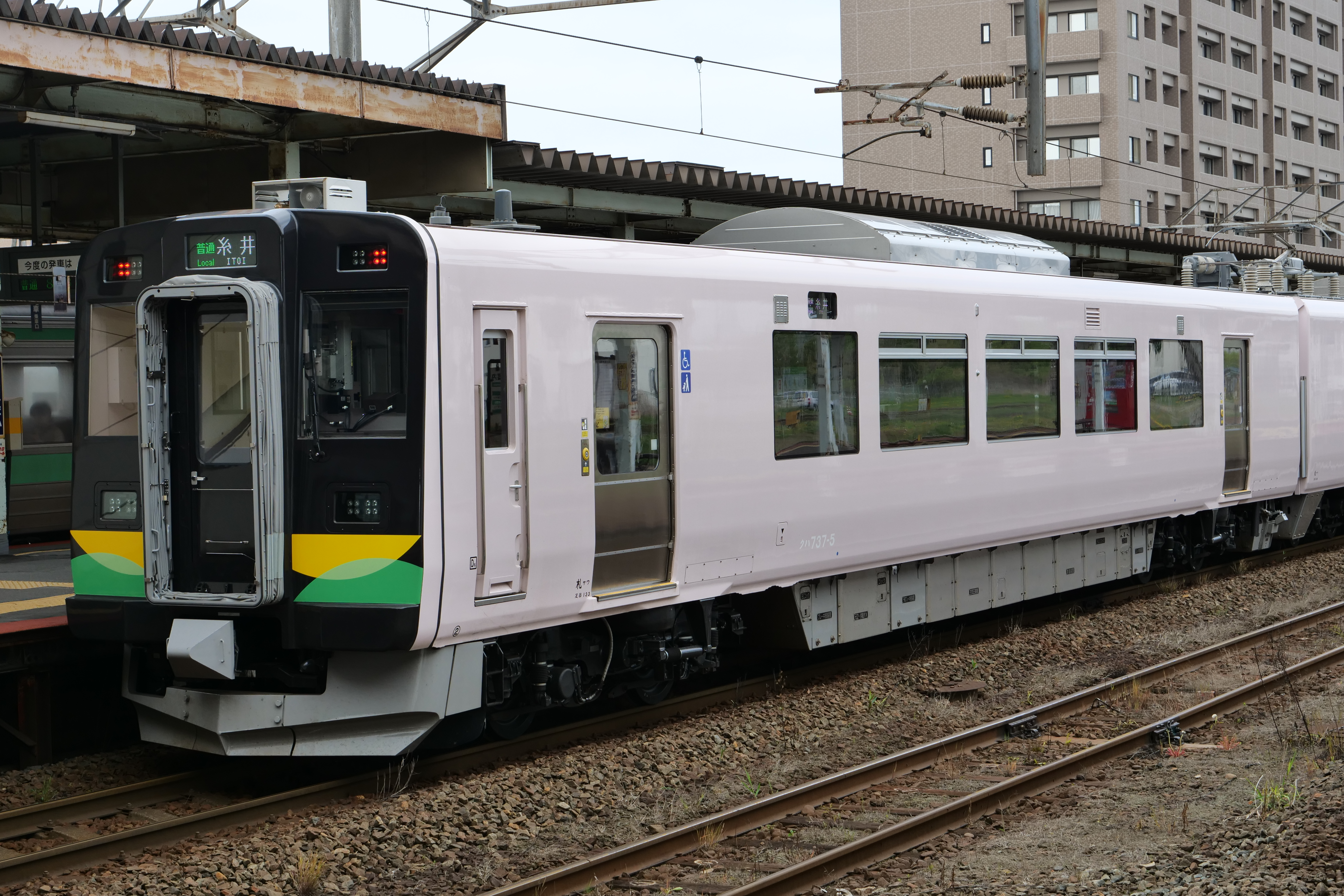
クハ737形0番台（クハ737-5、2023年5月20日）

小樽方の先頭となる制御普通車（定員133名、うち着席44名）。自重34.8t。
補助電源装置や電動空気圧縮機を床下に搭載するほか、客室内車端部に車いす対応便所・車いすスペースが設置されている。
クモハ737形0番台（Mc）

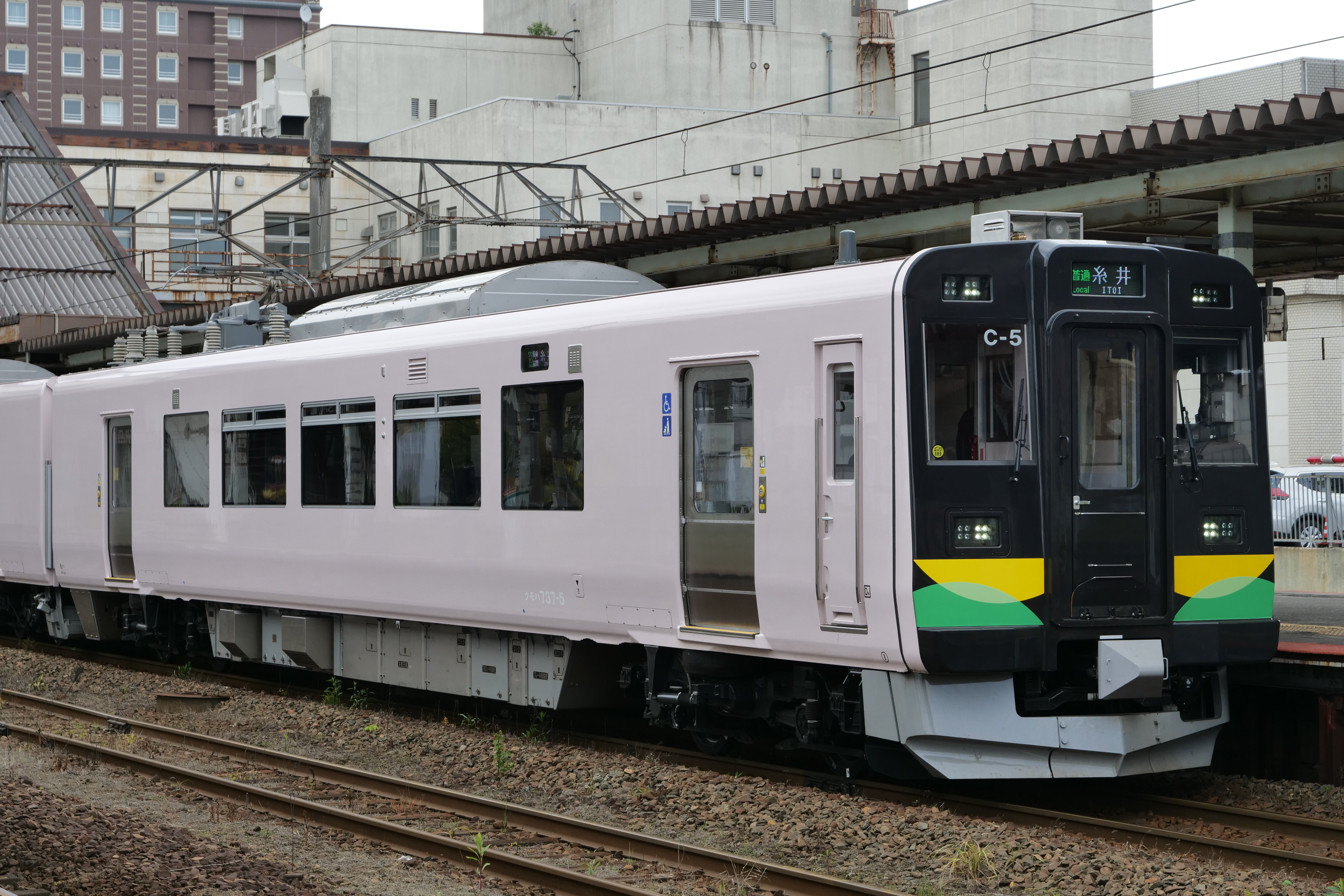
クモハ737形0番台（クモハ737-5、2023年5月20日）

旭川・室蘭方の先頭となる制御電動普通車（定員136名、うち着席49名）。自重41.9t。
屋根上に集電装置、床下に主変換装置や主変圧器など走行用機器を集中配置する。

## 運用
全車札幌運転所に配置され、2024年（令和6年）3月16日のダイヤ改正時点では次の区間で運用されている。
- 室蘭本線・千歳線：室蘭駅 - 東室蘭駅 - 苫小牧駅 - 千歳駅 - 札幌駅
  - 室蘭駅 - 苫小牧駅間では一部のH100形やその他気動車を使用する列車を除く全普通列車に充当され、ワンマン運転を実施する。
  - 千歳駅 - 苫小牧駅間ではワンマン運転を行う電車使用の普通列車を中心に投入されており、苫小牧駅を跨いだ室蘭方面との直通運転も一部で実施している。
  - 札幌駅 - 千歳駅間は以南で使用する車両の送り込みを兼ねた1往復のみで使用される（ワンマン運転は実施せず）。
- 函館本線：岩見沢駅 - 旭川駅
  - この区間でワンマン運転を行う電車使用の普通列車に運用されている。また、手稲駅  – 札幌駅 – 岩見沢駅間は送り込み回送列車のみ運転されている。
- 宗谷本線：旭川駅 - 北旭川駅
  - この区間は待機する為に、旭川運転所へ回送列車のみ運転されており、営業運転はされない。

## 沿革
- 2019年（平成31年）4月9日：同日発表の「JR北海道グループ中期経営計画2023」において、2両・ワンマン対応の普通列車用交流電車の導入に言及（この時点で具体的な導入線区は発表されず）[JR北 5]。
- 2022年（令和4年）
  - 8月17日：形式名「737系」と仕様を発表[JR北 1]。
  - 11月29日：最初の2編成（C-1・2編成）が日立製作所笠戸事業所から落成（入籍日は12月中、車歴表参照）[新聞 4]。
- 2023年（令和5年）5月20日：同日の時刻修正から2両編成7本14両を室蘭本線室蘭駅 - 東室蘭駅 - 苫小牧駅間、送り込みを兼ね千歳線・室蘭本線札幌駅 - 苫小牧駅間で営業開始[7][新聞 2][JR北 4]。同区間からキハ143形気動車が全面撤退し、H100形気動車の架線下での運用も縮小[5]。
- 2024年（令和6年）3月16日：同日のダイヤ改正で次の通り運用を拡大[JR北 2]。
  - 函館本線岩見沢駅 - 旭川駅間の電車普通列車のうち、ワンマン運転を行う列車に投入。岩見沢駅 - 滝川駅間は気動車列車も含め新規にワンマン運転を開始。
  - 千歳線普通列車の運行体系変更[注釈 13]に伴い、千歳駅 - 苫小牧駅間で新たにワンマン運転を行う普通列車に投入。

## 車歴表
特記ない限りは2024年（令和6年）4月1日時点の情報を示す。
- 製造…日立：日立製作所笠戸事業所
- 配置…札幌：札幌運転所